# Erzlaute

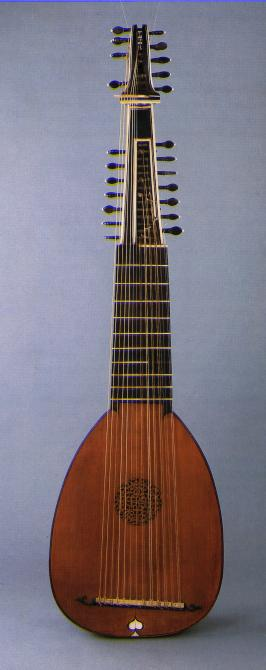
Italienische Barocklaute (Arciliuto) von Matteo Sellas, 17. Jahrhundert

Erzlaute, genannt auch (italienisch) Arciliuto, oder Basslaute ist der Oberbegriff für historische westeuropäische Lauteninstrumente, deren gemeinsames Merkmal ein an dem in Längsrichtung verlängerten Hals angebrachter zweiter Wirbelkasten ist. Dieser zweite Wirbelkasten dient zur Aufnahme von tiefer klingenden Bordunsaiten, die beim Spielen nicht verkürzt werden und neben den über dem Griffbrett befindlichen Saiten verlaufen. 
Der Oberbegriff entstand erst im 18. Jahrhundert und damit deutlich später als die entsprechenden Instrumente. Der deutsche Begriff „Erzlaute“ wurde 1732 durch Johann Gottfried Walther als Übersetzung von italienisch arciliuto eingeführt. Er fasst Basslauten unterschiedlicher Besaitung, Stimmung und Funktion zusammen: Barocklauten wie die auch arciliuto genannte italienische Barocklaute, der Liuto attiorbato oder die Deutsche Barocklaute mit Schwanenhals, aber auch Chitarrone, Theorbe oder Angélique.
Erzlauten kamen, nachdem Alessandro Piccinini durch Christofano Heberle 1594 in Padua ein solches Instrument hat bauen lassen, in Italien in Mode und waren wegen ihres tieferen und volleren Klangs im Orchester und zur Gesangsbegleitung bis ins 18. Jahrhundert beliebt. 
Die ukrainische Torban besitzt außer der für Erzlauten typischen Saitenanordnung eine Gruppe von kurzen Diskantsaiten, die über die Korpusdecke verlaufen. Der Schahrud ist ein Anfang des 10. Jahrhunderts im zentralasiatischen Samarkand eingeführtes orientalisches Saiteninstrument, das nur von Zeichnungen bekannt ist, nach denen es vorsichtig als Erzlaute klassifiziert wird. 